# Oldehove (tour)

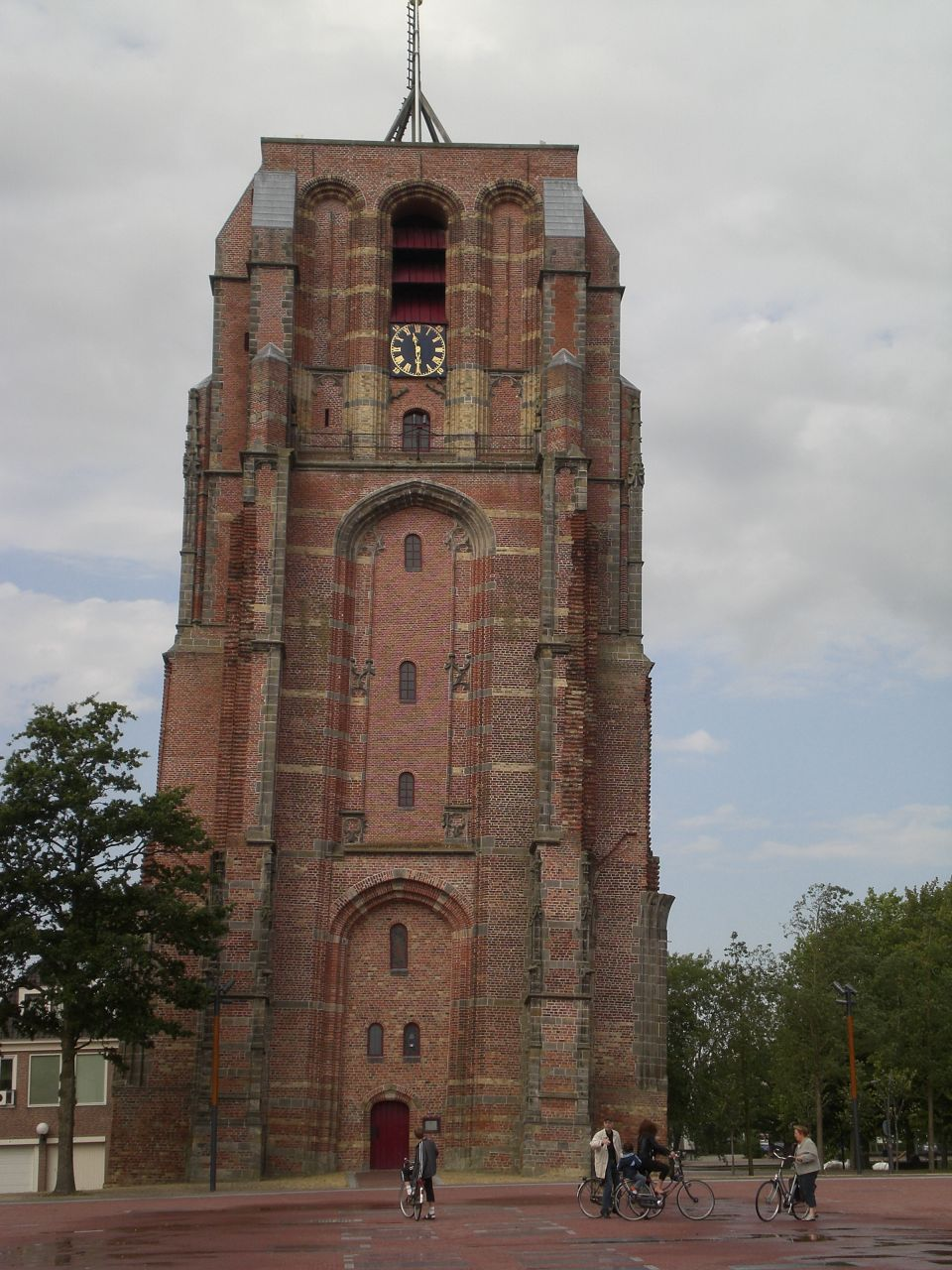
Oldehove

La Oldehove est une tour située dans la ville frisonne de Leeuwarden, caractérisée par son inclinaison marquée (1,68 mètre d'écart à la verticale pour 40 mètres de hauteur).
Elle a été construite entre 1529 et 1533. 